# Тит Клодий Сатурнин Фид
Тит Клодий Сатурнин Фид (лат. Titus Clodius Saturninus Fidus) — римский государственный деятель первой половины III века.

## Биография
О происхождении Фида нет никаких сведений. Надписи на греческом языке на трех милевых камнях свидетельствуют, что Тит занимал должность легата пропретора провинции Фракия в 236 году. Возможно, он возглавлял эту провинцию вплоть до 238 года. Предположительно к концу срока своих полномочий Фид был заочно назначен консулом-суффектом.
Надпись, найденная в Порсуке (турецкий ил Нигде) и датированная 239/241 годом, содержит данные, что Фид был легатом пропретором провинции Каппадокия. Предположительно он управлял этим регионом с 240/241 по 242/243 год. Больше о биографии ничего не известно.